# 過渡態類似物
過渡態類似物為在酵素催化反應中，和基質分子的過渡狀態有相似化學結構的化合物。 理論顯示酵素抑制劑像過渡態的結構。過渡態類似物可藉由鍵結於酵素活化位，作為酵素反應的酵素抑制劑。像是藥物就是過渡態的類似物抑制劑，包含流感藥物，像是神經胺酸酶抑制劑，奧司他韋；蛋白酶抑制劑，沙奎那韋。

## 過渡狀態
過渡狀態的結構可以透過統計力學描述，統計力學是在描述鍵的打斷或形成，使過渡狀態回到反應物，或是變成產物。在酵素催化反應中，當酵素可以穩定高能的過渡狀態中間物時，反應的活化能會很低。過渡態類似物模仿這些高能的中間物，但是沒有走這些催化反應，且會比基質和產物的類似物和酵素鍵結的更緊。

## 設計過渡狀態類似物
要設計過渡狀態類似物，其關鍵步驟為決定和酵素作用下，基質的過渡狀態結構。像是，動力學同位素效應。此外，其過渡態類似物的結構，也可以透過類似和動力學的同位素互補的計算方法預測出來。以下兩個簡單的方法介紹。

### 動力學同位素效應
動力學同位素效應就是，利用同位素標誌反應物，取代自然基質和反應物的鍵結。動力學同位素效應的值為turnover number和所有反應步驟的比例。 固有的動力學同位素效應的值來自於，原子在過渡狀態和基態之間的鍵的震動環境的不同。透過動力學同位素效應的角度，可以了解酵素催化反應的過渡態，且也可以用來發展過渡的類似物。

### 電腦模擬器
電腦模擬器被視為可以表示出酵素行為機制最有用的工具。分子力學本身無法預測電子轉移；電子轉移為有機反應的基礎，但是分子力學可以模擬在酵素催化反應時蛋白質分子的多變性提供了足夠的訊息。互補的方法，結合了分子力學和量子力學模擬的方法。根據這個辦法，只有酵素催化反應的原子用於量子力學中，而剩下的原子，則用於分子力學中。

## 設計過渡狀態類似物例子
在利用KIE或是電腦模擬器決定過渡態的結構後，抑制劑就可以根據過渡態的結構以及中間產物設計出來。接下來的例子說明，抑制劑如何藉由改變官能基所對應的過渡態的幾何結構和電子分布，模仿過渡態的結構。

## 甲硫核苷酶抑制劑
甲硫核苷酶為一種酵素，可以催化5'-methylthioadenosine 和S-adenosylhomocysteine的水解脫腺苷酸化的反應。甲硫核苷酶也被視為抗細菌藥物發現的目標，因為甲硫核苷酶對於細菌代謝系統是非常重要的，且也只有細菌會產生。視腺嘌呤的氮和核醣的碳距離不同，過渡態的結構可藉由早期或晚期的解離程度決定。根據找到不同的過渡態結構，Schramm和他的同事設計了兩個過渡態類似物，模仿早期即晚期的解離過渡態。早期即晚期的解離過渡態展現了個別的解離常數，約在360~140pM。

## 嗜熱菌蛋白酶抑制劑
嗜熱菌為一種酵素，可以水解由芽孢桿菌屬所產生的疏水性胺基酸，所含有的肽酰胺鍵。因此，他也是一種設計抗菌的目標媒介。這個酵素反應的機制，從小的多肽分子取代水分子的鋅鍵結朝向嗜熱菌的Glu143。水分子可被鋅離子和Glu143活化，攻擊四面體過渡態的羰基碳。Holden和他的夥伴，就開始設計模仿一系列的磷酸酰胺化肽類似物。在這些合成的類似物中，R = L-Leu為具有最有效的抑制劑活性(Ki = 9.1 nM)。

## 精氨酸酶抑制劑
精氨酸酶是一種有雙核的錳金屬蛋白，可以催化水解L型的精胺酸到L型的鳥胺酸以及尿素。他也被視為治療哮喘的藥物標靶。這個水解左旋精胺酸的機制是藉由水分子的親和攻擊，而形成一四面體過渡態。研究顯示，硼酸的部分採用四面體結構，作為一種抑制劑。此外，磺醯胺官能基，也可以模仿過渡態的結構。硼酸模仿過渡態類似物抑制劑，是藉由X光照射人類精胺酸所產生的金體結構所證明。